# August Gyldenstjerne
 Der er for få eller ingen kildehenvisninger i denne artikel, hvilket er et problem. Du kan hjælpe ved at angive troværdige kilder til de påstande, som fremføres i artiklen.

"August Gyldenstjerne" er en single af Burnin Red Ivanhoe som  blev udgivet i 1973 med Poul Dissing som sanger. Singlen blev oprindeligt udgivet på Hørekiks. De to sange er siden blevet udgivet på Dansk Rock Historie 1965-1978. Året efter udkom sangen på Right On med engelsk tekst som "August Suicidal", hvor Ole Fick synger den.
Musikerne er Povl Dissing, sang — Karsten Vogel, sax og orgel — Kim Menzer (tb) — Kenneth Knudsen, elpiano — Claus Bøhling, guitar — Jess Stæhr, bas — Bo Thrige Andersen, trommer.

1. August Gyldenstjerne (Vogel) 4:00
2. Hvem Tør? (Vogel-Bøhling) 3:42

## Reference
1. ↑  DVM (Webside ikke længere tilgængelig)